# 圣皮埃尔-德梅阿罗兹
圣皮埃尔-德梅阿罗兹（法語：Saint-Pierre-de-Méaroz）是法国伊泽尔省的一个市镇，位于该省南部，属于格勒诺布尔区。该市镇总面积4.64平方公里，2009年时的人口为134人。

## 人口
圣皮埃尔-德梅阿罗兹人口变化图示